# Dom Steffensów w Gdańsku
Dom Steffensów – zabytkowa kamienica położona przy Drodze Królewskiej w Gdańsku na Głównym Mieście. Bywa nazywana domem Speymanna lub Złotą kamienicą.

## Historia
Kamienica została wzniesiona w latach 1609–1618, przy Długim Targu 41, na zamówienie ówczesnego burmistrza Gdańska Johanna Speymanna, według projektu architekta Abrahama van den Blocke.
Fasada posiada złocone kamienne płaskorzeźby, wykonane przez warsztat Abrahama van den Blocka, w którym działał domniemany autor scen batalistycznych, Jan Voigt z Rostocku. Na ścianie frontowej umieszczono płaskorzeźby ze scenami batalistycznymi oraz postaciami władców, w tym Zygmunta III Wazy i Władysława Jagiełły. W centralnej części fasady znalazły się herby używane przez Speymanna.
Żona burmistrza Speymanna – Judyta Maria miała w 1623 przyjmować tutaj króla Zygmunta III wraz z małżonką Anną Austriaczką.
Po 1660 kamienicę kupił kolejny burmistrz Gdańska Piotr Henrich. W czasie gdy była jego własnością w tym budynku miano dyskutować nad kształtem pokoju oliwskiego. W latach 1786–1918 kamienica była własnością gdańskiego rodu Steffensów. 
Od 1938 do 1945 r. była siedzibą Zachodniopruskiego Muzeum Prowincjonalnego. 
Kamienica została zniszczona w 1945 roku. Zrekonstruowano ją na podstawie pozostałości fasady w postaci wąskiego muru o wysokości trzech kondygnacji.